# Bakersfield
Bakersfield – miasto w zachodniej części Stanów Zjednoczonych, w Kalifornii, w hrabstwie Kern, około 180 km na północny zachód od Los Angeles. Z tego miasta wywodzą się znane zespoły gatunku nu metal takie jak Korn czy Adema.
Według danych z 2021 roku liczy 407,6 tys. mieszkańców, a jego oficjalny obszar metropolitalny (hrabstwo Kern) 917,7 tys. mieszkańców.
W mieście rozwinął się przemysł chemiczny, spożywczy oraz rafineryjny. Znajduje się tu również port lotniczy Bakersfield-Meadows Field.

## Miasta partnerskie
- Białoruś: Mińsk
- Japonia: Wakayama
- Chińska Republika Ludowa: Cixi
- Meksyk: Querétaro
- Korea Południowa: Bucheon